# Grundarfoss
De Grundarfoss is een waterval op IJsland. Op het schiereiland Snæfellsnes stroomt even ten oosten van het plaatsje Grundarfjörður de Grundará vanuit de bergen naar de Breiðafjörður. In dit riviertje ligt de Grundarfoss. Een karrenpad voert van de weg naar de voet van de waterval.
Het kleine watervalletje rechts van de Grundarfoss is de Mógilsfoss.